# Biblioteca Central (Brooklyn)
La Biblioteca Central es la sucursal principal de la Biblioteca Pública de Brooklyn, ubicada en Flatbush Avenue y Eastern Parkway en Grand Army Plaza en Brooklyn, Nueva York (Estados Unidos). Contiene más de un millón de libros, revistas y materiales multimedia catalogados. Tiene más de un millón de visitantes anuales. El edificio es un hito designado de la ciudad de Nueva York y se incluyó en el Registro Nacional de Lugares Históricos en 2002.

## Instalaciones
El edificio de 32 701 m² contiene el Centro de Cultura Contemporánea S. Stevan Dweck, un auditorio de 189 asientos que se inauguró en 2007 y alberga conferencias, lecturas, actuaciones musicales y otros eventos para personas de todas las edades. La plaza de la biblioteca, renovada durante la construcción del Centro Dweck, alberga conciertos durante todo el verano y se ha convertido en un destino favorito al aire libre para el acceso gratuito a Internet inalámbrico.
El Shelby White and Leon Levy Information Commons se abrió en enero de 2013. El espacio se utiliza para trabajo individual, clases públicas, eventos privados y reuniones.
La división de historia local de la Biblioteca Central, The Brooklyn Collection, tiene más de un millón de artículos individuales que incluyen fotografías, mapas, manuscritos, recuerdos de los Brooklyn Dodgers y otros artículos efímeros.

## Historia
La primera piedra se puso en 1912. El arquitecto original Raymond Almirall había diseñado un edificio Beaux-Arts de cuatro pisos con cúpula, de estilo similar al adyacente Museo de Brooklyn. La escalada de costos y las luchas políticas internas retrasaron la construcción a lo largo de la década. Debido a la Primera Guerra Mundial y a la Gran Depresión, el edificio de Almirall nunca se completó a excepción del ala de Flatbush Avenue, que se terminó en 1929.
En la década de 1930, se encargó a los arquitectos Githens y Keally que rediseñaran el edificio en estilo art déco, eliminando la costosa ornamentación y el cuarto piso. La construcción se reinició en 1938, y el edificio de Almirall en Flatbush Avenue fue demolido en gran parte excepto por el marco, pero aún se puede ver parte de la fachada original a lo largo del estacionamiento de la biblioteca. Completada a fines de 1940, la Biblioteca Central se abrió al público el 1 de febrero de 1941. Fue aclamado pública y críticamente en ese momento.
El segundo piso de la Biblioteca Central se inauguró en 1955, casi duplicando la cantidad de espacio disponible para el público. Ocupando más de 32 516 m²  y emplea a 300 miembros del personal a tiempo completo, el edificio sirve como sede administrativa para el sistema de bibliotecas públicas de Brooklyn. Antes de 1941, las oficinas administrativas de la biblioteca estaban ubicadas en Williamsburgh Savings Bank en Flatbush Avenue.
La Biblioteca Central se incluyó en el Registro Nacional de Lugares Históricos en 2002.
En la actualidad, recibe anualmente a más de 1,2 millones de visitantes y los artículos de sus colecciones circulan 1,6 millones de veces.